# 進念二十面體
進念二十面體（Zuni Icosahedron、ズニ・イコサヘドロン）は1982年に香港で設立された非営利の慈善芸術団体。董事会メンバーとして榮念曾、胡恩威、黄耀明（うぉん　いぅみん、アンソニー･ウォン、Wong Yiu Ming Anthony）など。芸術評論と文化政策研究などの活動のほか、30以上の都市における海外公演招待や100本を超える多様な形式のオリジナル演劇を発表している。また、エレクトリックメディアおよびマルチメディア芸術など新しいタイプの芸術活動についても活発な動きを見せている。結成初期の作品は比較的小規模な一部向けのものであったが、90年代中期には一般のマーケットへも配慮をはじめた。2003年には林奕華が主宰する非常林奕華とともに政治風刺劇「東宮西宮」シリーズをヒットさせ、新たな演劇ジャンルを開拓した。